# Zakłady Porcelitu Stołowego „Pruszków”
Zakłady Porcelitu Stołowego „Pruszków” – zakład przemysłowy w Pruszkowie, produkujący początkowo wyroby fajansowe, później porcelitowe, działający w latach 1872–2001.

## Historia
Fabryka fajansu powstała w Pruszkowie w 1872 lub 1880 r.. Jej założycielami byli Jakub Teichfeld i Ludwik Asterblum, późniejsi współwłaściciele fabryki we Włocławku. Asterblum zmarł w 1902, po jego śmierci około 1903 jedynym właścicielem zakładu został Teichfeld. Na początku XX w. zatrudnienie w fabryce wynosiło ok. 120 osób, przed wybuchem I wojny światowej osiągnęło ok. 200 osób. Produkowano proste naczynia fajansowe, a także wyroby ozdobne skromnie dekorowane malaturami lub techniką stempelkową (ornamentami z kwiatów, owoców i gałązek). Podczas I wojny światowej fabryka została zniszczona. W okresie dwudziestolecia międzywojennego asortyment rozszerzono o ceramikę techniczną i produkty kaflarskie, jednak ogólny obrót był dużo mniejszy. Ostatnim właścicielem fabryki był Szloma vel Stanisław Ehrenreich, który na początku II wojny światowej opuścił Pruszków.

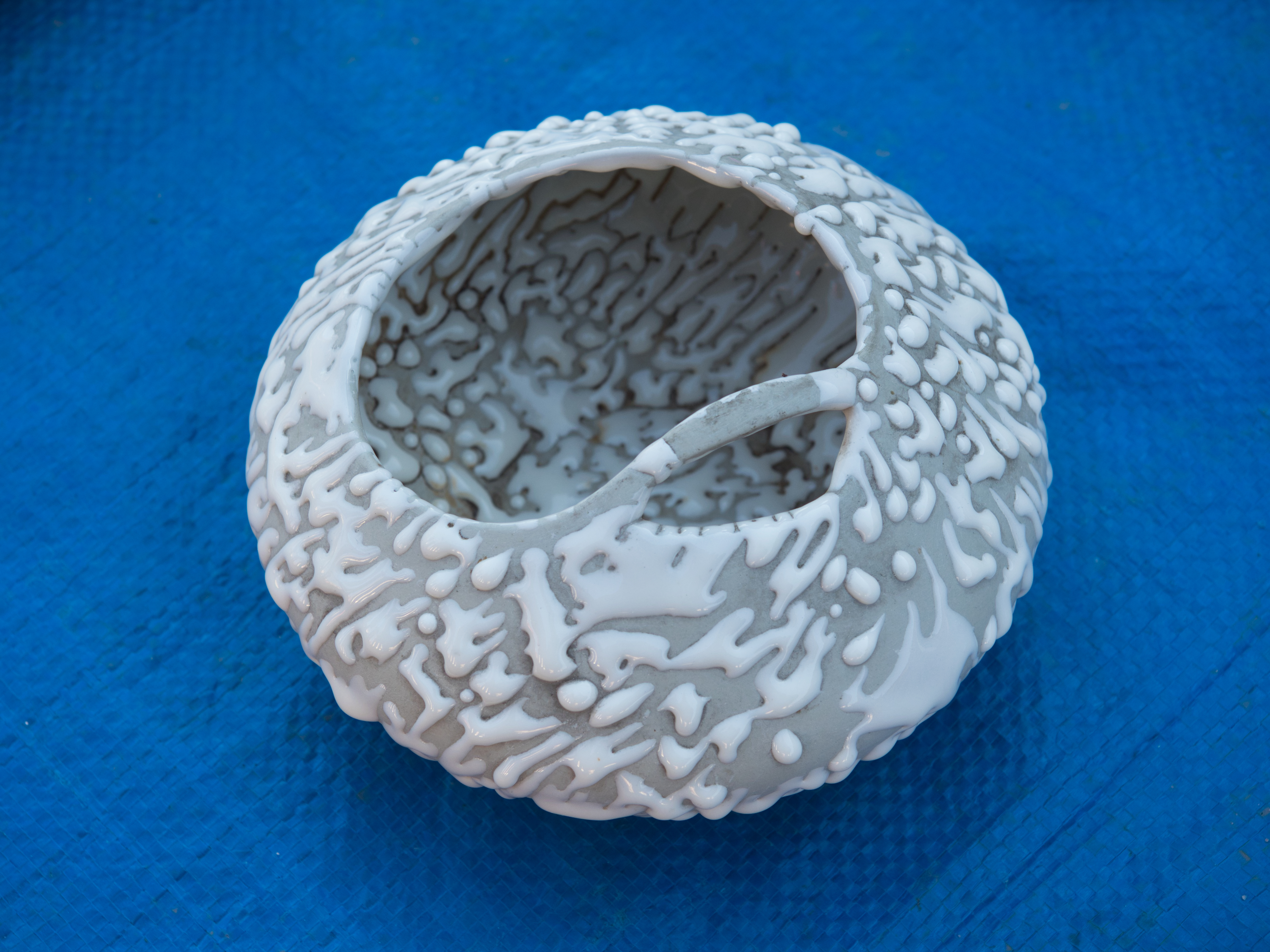
Naczynie produkcji ZPS „Pruszków” projektu W. Gołajewskiej pokryte szkliwem zbiegającym.

W 1946 zakłady znacjonalizowano i nadano im nazwę Zakłady Fajansu w Pruszkowie; podlegały wówczas Wojewódzkim Zakładom Przemysłu Terenowego, a następnie Ministerstwu Przemysłu Chemicznego; pierwszym dyrektorem zakładów został inż. Henryk Pawełczyński. Początkowo produkowano tu jeszcze wyroby fajansowe, jednak w wyniku przeprowadzonej w latach 1954–1956 rozbudowy i modernizacji linii technologicznej fabryka zaczęła produkować wyroby z porcelitu, a sam zakład otrzymał nazwę Zakłady Porcelitu Stołowego „Pruszków”. W 1958 powstał ośrodek wzorcujący, kierowany przez Gabrielę Hoffmann-Śleżewską. Powstawały tam przede wszystkim nowoczesne zdobienia do dawnych modeli wyrobów, pierwszym nowym projektem był zestaw do kawy Primo Śleżewskiej z 1959. Na przełomie lat 50. i 60. w „Pruszkowie” realizowano głównie projekty z Instytutu Wzornictwa Przemysłowego, autorstwa Danuty Duszniak, Zofii Przybyszewskiej oraz Zofii Galińskiej. Po odejściu Śleżewskiej w 1962 do projektantów zakładu dołączyła Wiesława Gołajewska. Oprócz projektów licznych serwisów kawowych opracowała też wraz z mężem technologię szkliwa zbiegającego. Pokryte nim wyroby zdobyły w 1963 złoty medal na targach krajowych w Poznaniu. W 1977 zakłady zostały odznaczone Orderem Sztandaru Pracy II klasy.
Zakłady Porcelitu Stołowego „Pruszków” ogłosiły upadłość w 2001 bądź w 2002 roku. Ich teren został zakupiony w 2005 roku przez firmę deweloperską od syndyka masy upadłościowej i na tym terenie powstało osiedle mieszkaniowe.

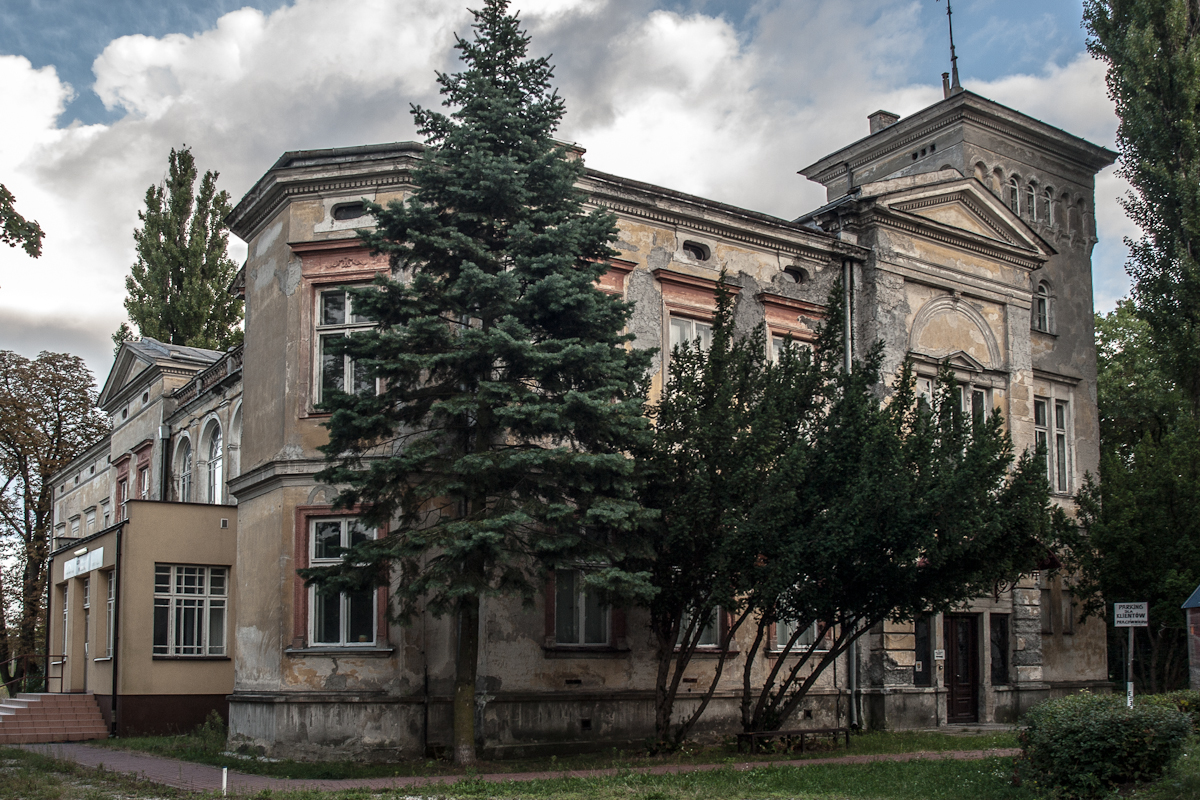
Pałac Teichfeldów w Pruszkowie

Na terenie należącym do zakładu znajduje się neorenesansowy pałac, wybudowany w II połowie XIX w. jako rezydencja dla Jakuba Teichfelda, stanowiący ostatni istniejący budynek dawnego kompleksu fabryki. Jego przeznaczenie w przyszłości jest jeszcze nieustalone.
Dokumentacja pracownicza jest przechowywana przez Archiwum Centrum Informacji Prawno - Finansowej Sp. z o.o. w Warszawie.